# Шенфелд (Саксонија)
Шенфелд (њем. Schönfeld) општина је у њемачкој савезној држави Саксонија. Једно је од 34 општинска средишта округа Мајсен. Према процјени из 2010. у општини је живјело 1.945 становника. Посједује регионалну шифру (AGS) 14627250.

## Географски и демографски подаци
Шенфелд се налази у савезној држави Саксонија у округу Мајсен. Општина се налази на надморској висини од 319 метара. Површина општине износи 39,1 km². У самом мјесту је, према процјени из 2010. године, живјело 1.945 становника. Просјечна густина становништва износи 50 становника/km².